# Tiszalök
Tiszalök ist eine ungarische Stadt im Kreis Tiszavasvári im Komitat Szabolcs-Szatmár-Bereg. Zur Stadt gehören die Ortsteile Kisfástanya, Újtelep, Erőmű-lakótelep und Erőmű-üdülőtelep. 1992 erhielt Tiszalök den Status einer Stadt, Gut zwölf Prozent der Bewohner gehören zur Volksgruppe der Roma.

## Geografische Lage
Tiszalök liegt im nordöstlichen Teil Ungarns, sieben Kilometer nördlich der Kreisstadt Tiszavasvári am linken Ufer der Theiß.  Auf dem Gemeindegebiet wird der Kanal Keleti-főcsatorna aus der Theiß abgeleitet. Nachbargemeinden sind Tiszatardos, Tiszaeszlár, Szorgalmatos, Tiszadada und Csobaj.

## Sehenswürdigkeiten
- Denkmal zum 125. Jahrestag des Beginns der Regulierung der Theiß im Jahr 1846, erschaffen von Tamás Vigh
- Ferenc-Szakács-Büste, erschaffen von Sándor Krisztiáni
- Lajos-Kossuth-Denkmal, erschaffen 1902 von Béla Gerenday und György Kiss
- Lajos-Kossuth-Reliefgedenktafel, erschaffen von Sándor Tóth
- Reformierte Kirche Tiszalöki Református Egyházközség, erbaut im 18. Jahrhundert
- Römisch-katholische Kirche Szűz Mária szent neve templom, ursprünglich 1886 erbaut, 1944 von sich zurückziehenden deutschen Truppen gesprengt und 1988–1989 neu errichtet[3]
- Skulptur Az energia, am Wasserwerk, erschaffen 1959 von Tibor Vilt
- Tiszalök-Denkmal, erschaffen 2004 von Viktória Csirpák anlässlich des 50-jährigen Bestehens des am Wasserwerks
- Tivadar-Kosztka-Csontváry-Denkmal, erschaffen 1986 von Hondromatidisz Rigasz
- Trianon-Denkmal, erschaffen von Sándor Szabó
- Wasserkraftwerk
- Weltkriegsdenkmal, erschaffen 1990 von Aranka Till

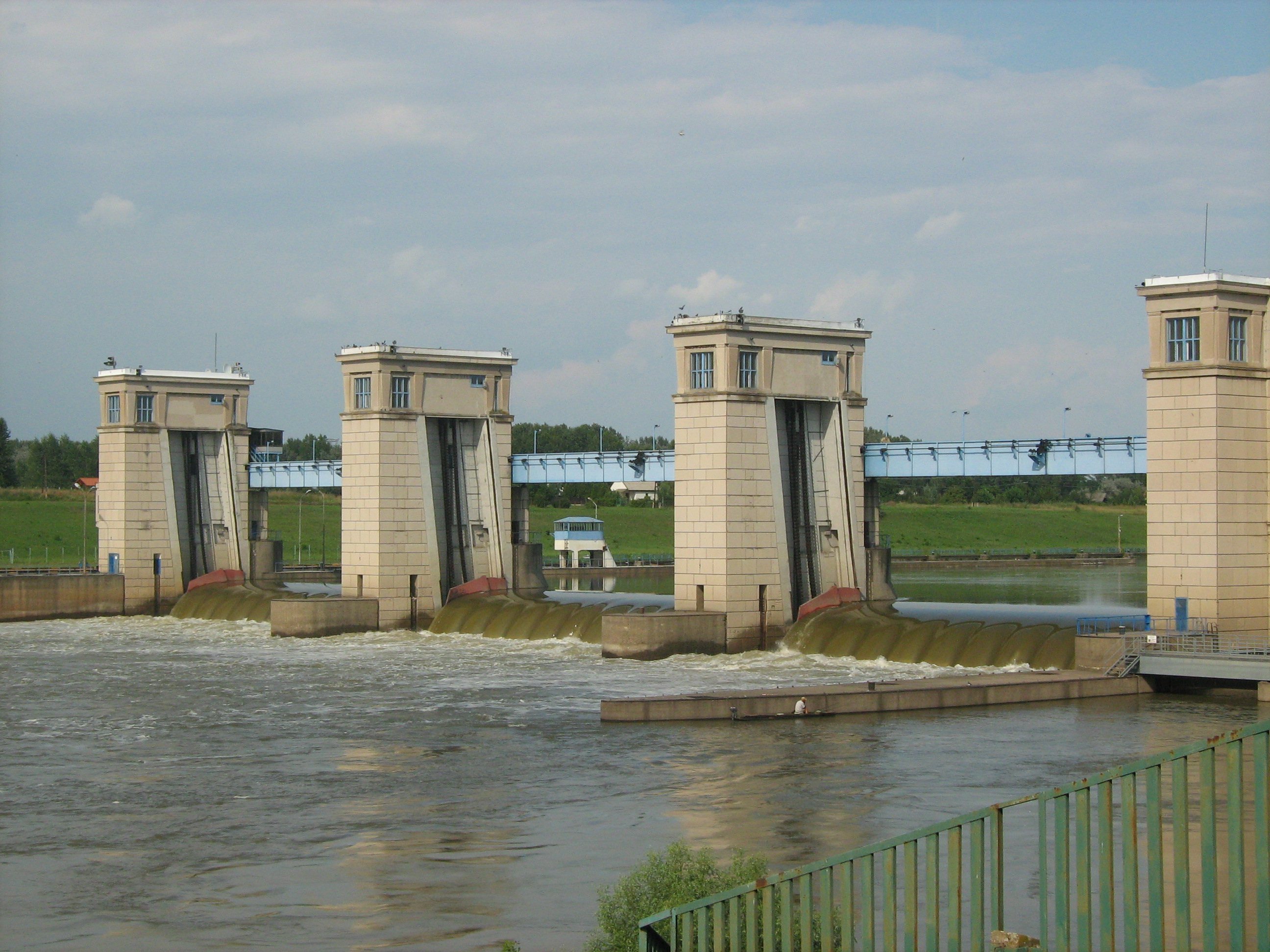
Wasserkraftwerk
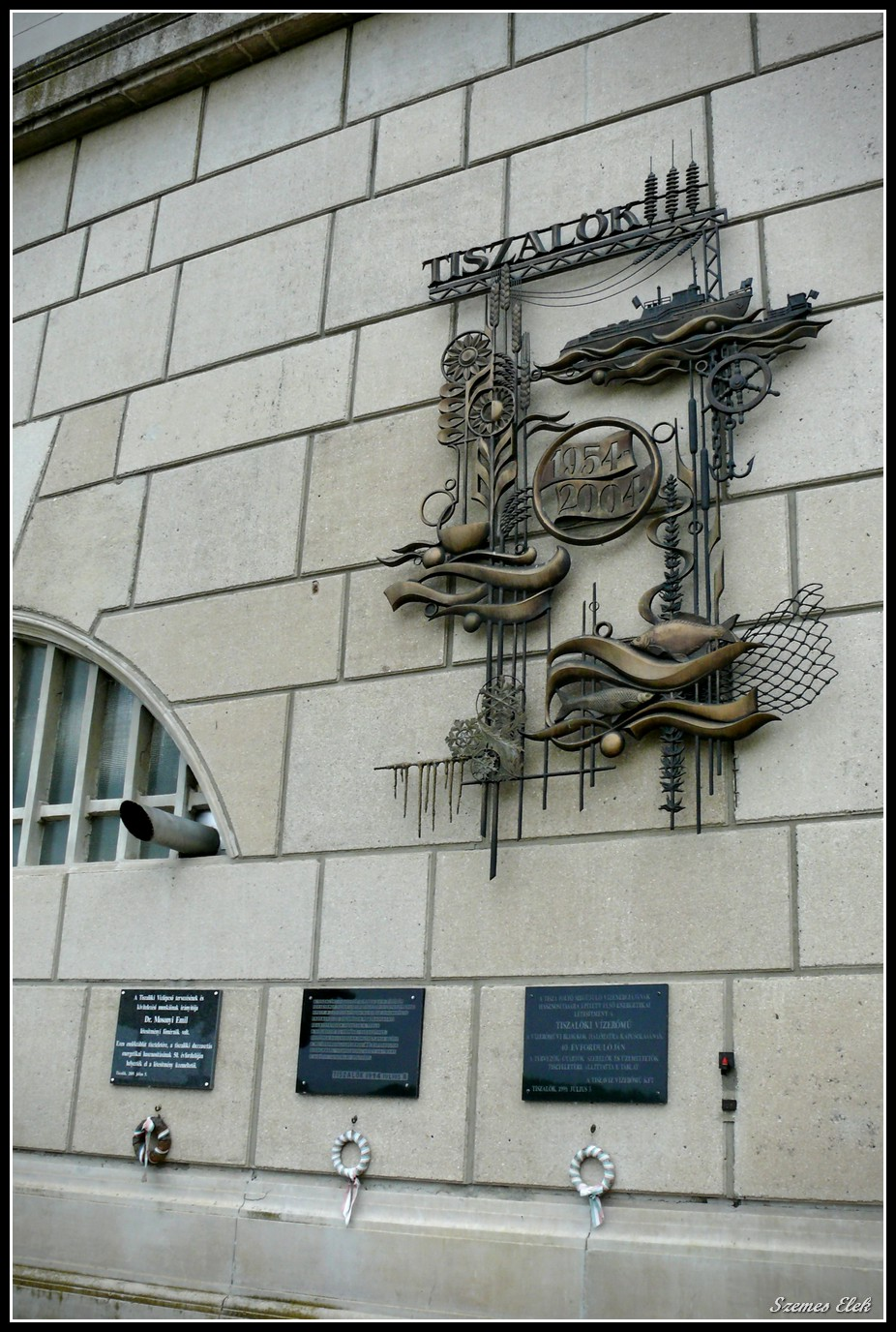
Tiszalök-Denkmal am Wasserwerk
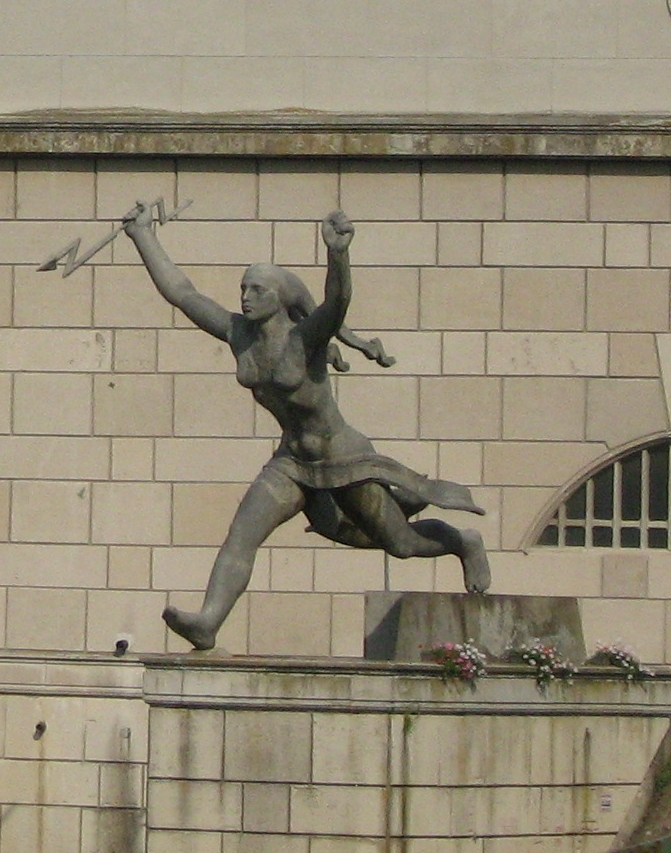
Skulptur Az energia am Wasserwerk
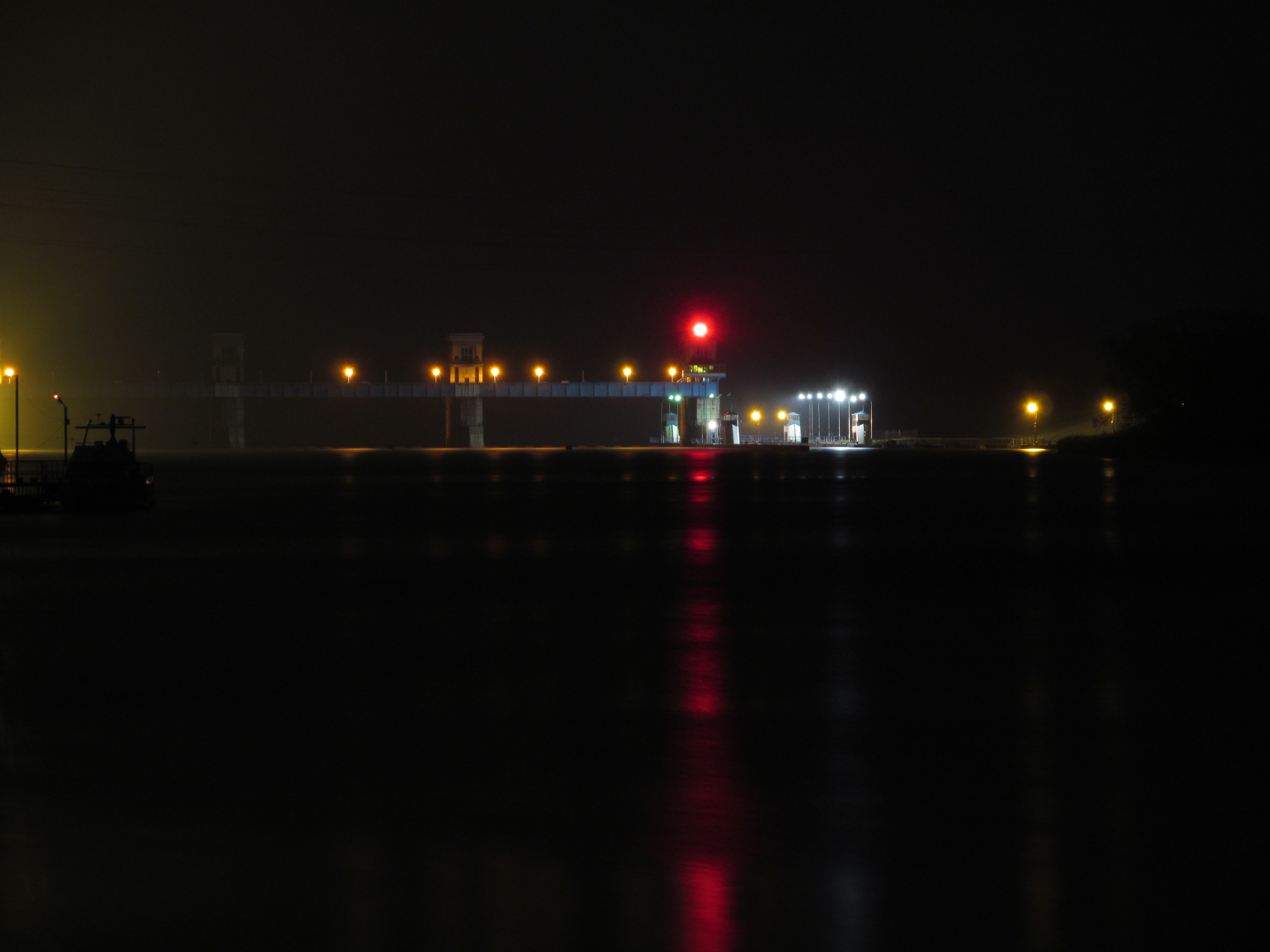
Wasserwerk bei Nacht
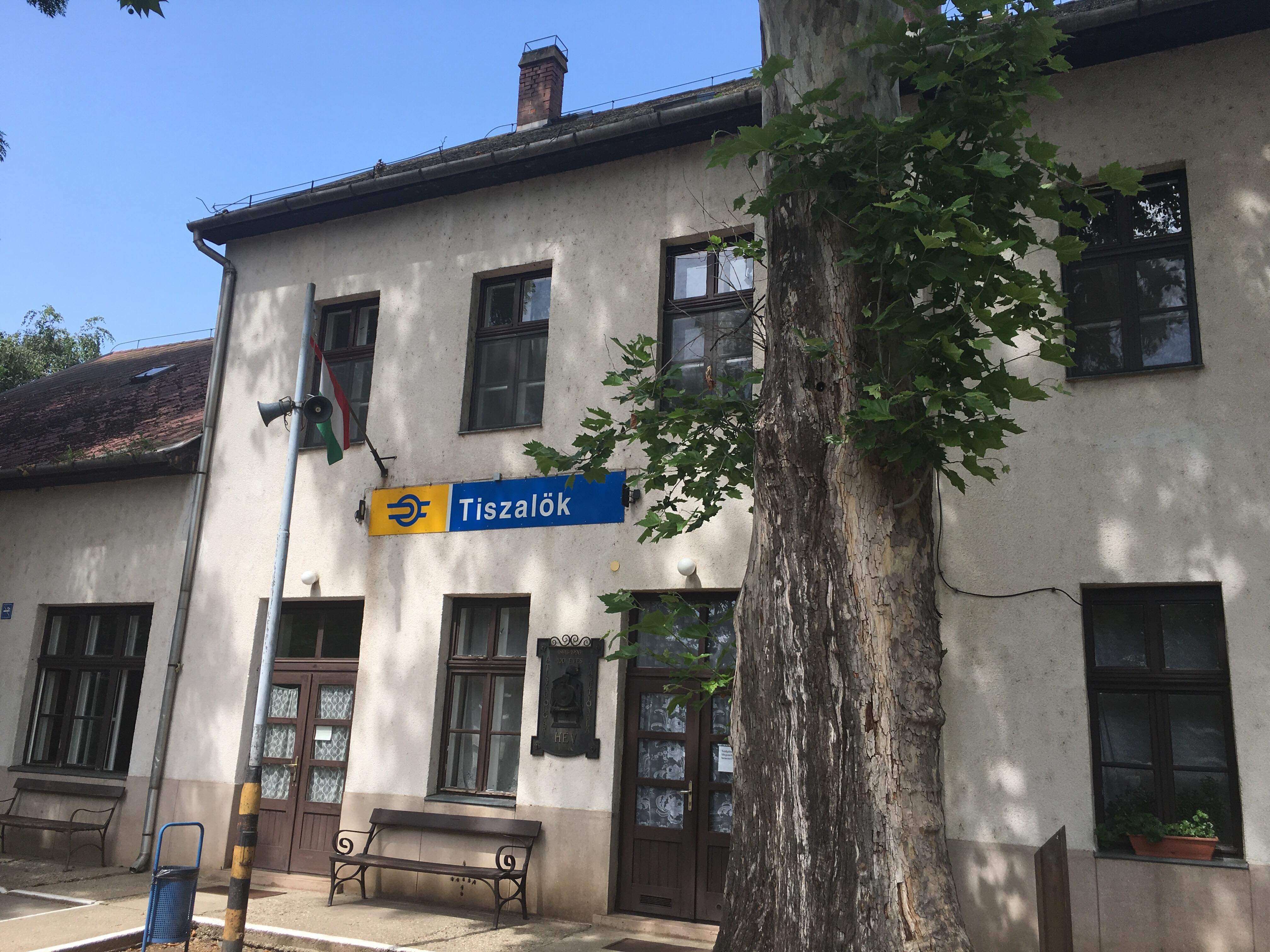
Bahnhof
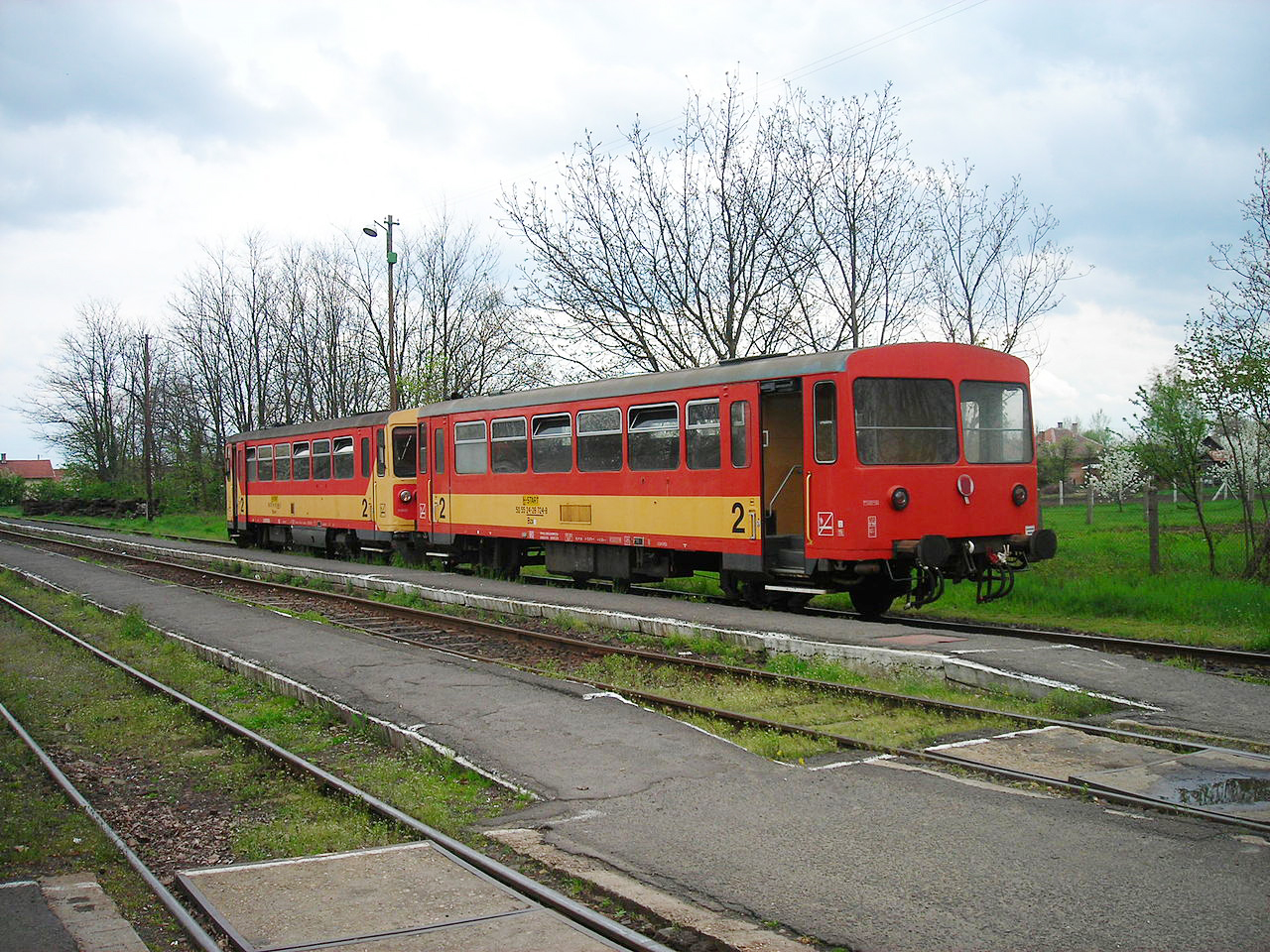
Schienenbus nach Debrecen am Bahnhof
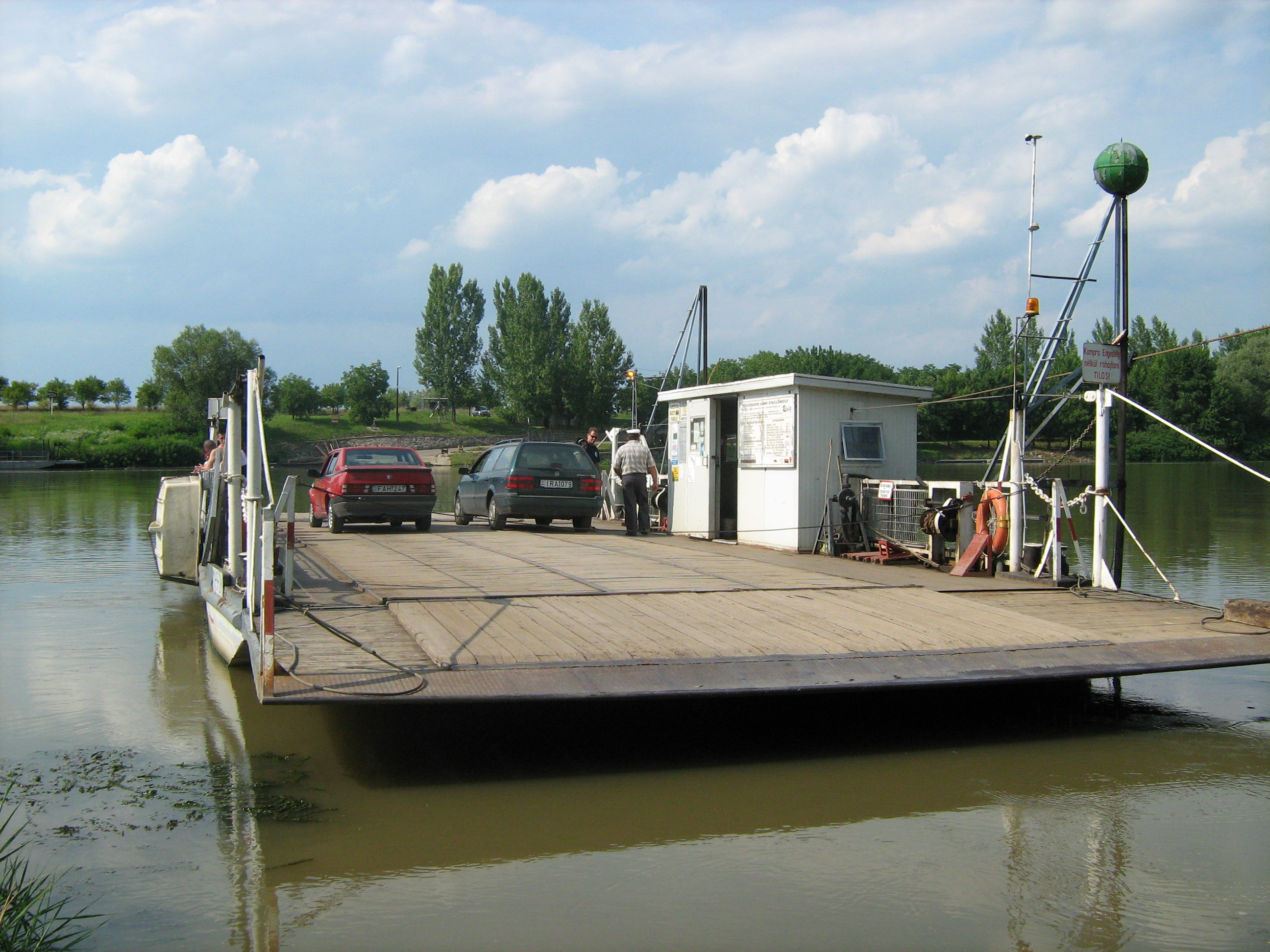
Fähre Tiszalök-Tiszatardos

## Söhne und Töchter der Stadt
- Ágnes Czine (* 1958), Juristin und Verfassungsrichterin
- István Simicskó (* 1961), Politiker

## Verkehr
Die Landstraße Nr. 3632 führt nach Tiszavasvári im Süden, die Landstraße Nr. 3612 in Richtung Tiszadob im Westen und in Richtung Nyíregyháza im Osten. Zudem besteht eine Fährverbindung über die Theiß nach Tiszatardos im Norden. Es bestehen Busverbindungen nach Tiszavasvári, Tiszadob und Nyíregyháza. Weiterhin ist die Stadt an zwei Bahnstrecken der ungarischen Staatsbahnen angebunden. Eine führt via Tiszavasvári nach Debrecen und die andere von Ohat-Pusztakócs via Tiszalök weiter nach Görögszállás (Anschluss nach Miskolc) und Nyíregyháza. Der Abschnitt Ohat-Pusztakócs–Tiszalök ist jedoch seit dem Fahrplanwechsel am 13. Dezember 2009 für den Personenverkehr stillgelegt.